# Emanuele Bergamo
Emanuele Bergamo (Ponte di Piave, 12 agosto 1949) è un ex ciclista su strada italiano, professionista dal 1972 al 1977.

## Carriera
Nato nel 1949 a Ponte di Piave, in provincia di Treviso, è fratello minore di Marcello Bergamo, anche lui ciclista, suo compagno di squadra per tutta la carriera.
A 20 anni, nel 1969, ottenne le prime vittorie da dilettante, con la V.C. Bustese, vincendo la Milano-Rapallo e il Trofeo Martiri Trentini, e partecipò ai campionati del mondo a Brno, arrivando 5º nella prova in linea di categoria. L'anno successivo trionfò nel Gran Premio Coperte di Somma, mentre nel 1971, con la G.S. Bottegone, conquistò la Coppa Pietro Linari.
A 23 anni, nel 1972, passò professionista con la Filotex, ottenendo l'unica vittoria individuale della sua carriera, nella prima tappa del Tour de Romandie, da Ginevra a Grimentz. Nel 1973 partecipò al suo primo Giro d'Italia, terminato al 63º posto. Nel Giro dell'anno successivo concluse invece 48º; sempre nel 1974 arrivò 13º alla Milano-Sanremo e vinse il prologo della Vuelta a Levante, una cronosquadre a Vila-real.
Passato alla Jollj Ceramica nel 1975, prese parte al Tour de France di quell'anno, ritirandosi alla 4ª tappa. Dopo un altro anno alla Jollj Ceramica e uno alla Zonca, si ritirò dal professionismo al termine della stagione 1977, a 28 anni.

## Palmarès
- 1969 (V.C. Bustese, Dilettanti)

Milano-Rapallo
Trofeo Martiri Trentini
- 1970 (V.C. Bustese, Dilettanti)

Gran Premio Coperte di Somma
- 1971 (G.S. Bottegone, Dilettanti)

Coppa Pietro Linari
- 1972 (Filotex, una vittoria)

1ª tappa Tour de Romandie (Ginevra > Grimentz)

### Altri successi
- 1974 (Filotex)

Prologo Vuelta a Levante (Vila-real, cronosquadre)

## Piazzamenti

### Grandi Giri
- Giro d'Italia

1973: 63º
1974: 48º
- Tour de France

1975: ritirato (4ª tappa)

### Classiche monumento
- Milano-Sanremo

1974: 13º

### Competizioni mondiali
- Campionati del mondo

Brno 1969 - In linea Dilettanti: 5º